# Піньятаро-Маджоре
Піньятаро-Маджоре (італ. Pignataro Maggiore) — муніципалітет в Італії, у регіоні Кампанія,  провінція Казерта.
Піньятаро-Маджоре розташоване на відстані близько 160 км на південний схід від Рима, 45 км на північ від Неаполя, 21 км на північний захід від Казерти.
Населення — 6127 осіб (2014).
Щорічний фестиваль відбувається травня (ultima domenica). Покровитель — святий Юрій.

## Демографія
Населення за роками:

Станом на 1 січня 2023 року в муніципалітеті офіційно проживав 331 іноземець з 29 країн, серед них 86 громадян країн Євросоюзу та 21 громадянин України.

## Сусідні муніципалітети
- Кальві-Різорта
- Франколізе
- Джано-Ветусто
- Граццанізе
- Пасторано
- Спаранізе